# 6월

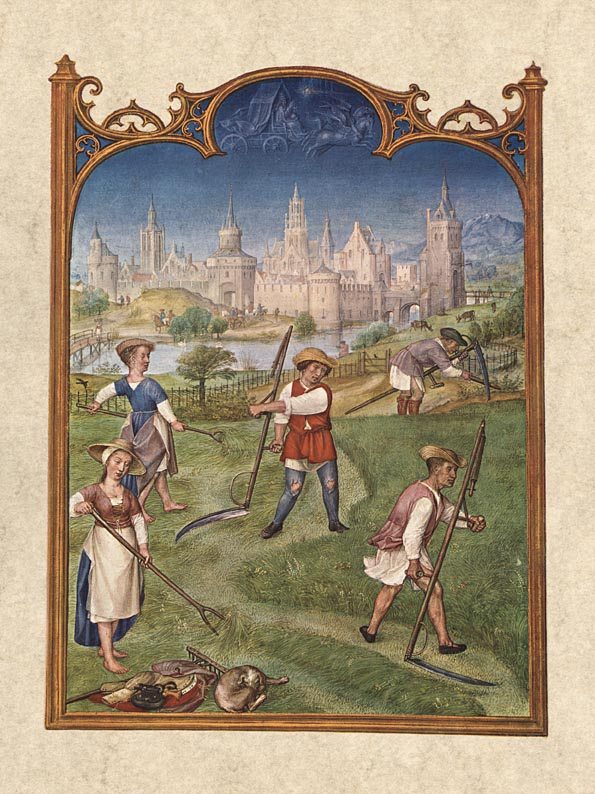

6월(六月유월, June)은 그레고리력에서 한 해의 여섯 번째 달이며, 30일까지 있는 네 개의 달 중 하나이다. 또한 한 해의 상반기가 끝나는 달이다. 이 달과 다음 해의 2월은 항상 같은 요일로 시작한다. 이름의 유래는 오비디우스의 "Fasti"라는 시에서 찾아볼 수 있는데, 첫 번째는 그리스 신화의 헤라와 동격이자 쥬피터의 아내 로마 여신 유노이고, 또 다른 하나는 "젊은이"를 뜻하는 라틴어 "juniores"인데, 이는 5월을 뜻하는 "May"가 "노인"을 뜻하는 라틴어 "maiores"에서 유래한 것으로 보이기 때문이다 ("Fasti"VI.1–88).
어느 해건 6월이 시작하는 요일은 그 해의 다른 달이 시작하는 요일들과는 항상 다르며, 이는 5월과 6월만이 가지고 있는 특징이다. 또한, 6월이 끝나는 요일은 그 해의 3월이 끝나는 요일과 항상 같으며, 6월이 시작되는 요일은 내년 2월이 시작되는 요일과 항상 같다. 또한, 전년도 9월, 12월과 같은 요일로 시작한다(단, 평년의 경우에만 해당). 다음 해가 평년이면 다음해 3월, 11월과도 같은 요일로 시작하고 다음 해가 윤년이면 다음 해 8월과도 같은 요일로 시작한다.
400년 동안 이 달은 월요일, 수요일, 금요일에 58번, 토요일, 일요일에 57번, 화요일, 목요일에는 56번 시작한다.
6월에는 북반구에서 낮이 가장 긴 날이 있고, 남반구에서는 낮이 가장 짧은 날이 있다. 또한 북반구에서 6월의 계절은 남반구에서의 12월의 계절과 같다. 북반구에서 기상학적으로 6월 1일에 여름이 시작되며, 정반대로 남반구에선 겨울이 시작된다.
6월엔 특히 결혼식이 많이 치러지는데, 그 유래 중 하나로는 6월이 유노(헤라)에서 이름을 따왔기 때문이라는 설이 있다. 유노는 결혼의 여신이었고, 그로 인해 6월에 결혼을 하면 운이 따른다는 것이다.
중국, 한국, 일본, 미국과 같은 북반구에서는 여름이 되며, 오스트레일리아, 뉴질랜드와 같은 남반구에는 겨울이 된다. 대한민국에서는 6월이 호국보훈의 달이다.
단, 수요일로 시작하는 윤년(예 : 2020년, 2048년, 2076년)과 목요일로 시작하는 평년/윤년(예 : 2004년, 2009년, 2015년, 2026년, 2032년, 2037년, 2043년, 2054년, 2060년, 2065년, 2071년, 2082년, 2088년, 2093년, 2099년) 그리고 금요일로 시작하는 평년(예 : 2010년, 2021년, 2027년, 2038년, 2049년, 2055년, 2066년, 2077년, 2083년, 2094년, 2100년)일 경우에는 6월의 공휴일이 아예 없는 경우도 있다. 북한은 목요일로 시작하는 윤년과 금요일로 시작하는 평년에는 6월의 공휴일이 아예 없고, 수요일로 시작하는 윤년과 목요일로 시작하는 평년에는 위대한 김정일의 날만, 금요일로 시작하는 윤년과 토요일로 시작하는 평년에는 소년단 창립기념일만 공휴일이다.
단, 첫 주 평일은 1일, 2일, 3일이며, 마지막 주 평일은 28일, 29일, 30일이다.
일본에는 이 달에 공휴일이 아예 없다. 과거에는 8월과 12월에도 없었으나 1989년 아키히토 천황의 생일인 12월 23일이 천황절, 2016년 8월 11일이 산의 날로 지정되면서 6월만 일본에서 유일하게 주말을 제외한 휴일이 하루도 없는 달로 남게 되었다.
음력 4월과 음력 5월이 이 달에 있으며 6월에는 음력 4월 15~16일, 5월 15~16일의 보름달을 관측할 수 있다. 6월에 윤달이 들 경우 하지 이전이면 윤4월, 하지 이후이면 윤5월이 들게 된다.

## 행사
- 음력 5월 5일은 단오다.[1]
- 2025년 4월의 윤석열 전 대통령 탄핵 인용으로 이 해부터 6월 4일에 대한민국 대통령 취임식이 열린다.
- 아일랜드에서 6월 16일은 제임스 조이스의 소설인 율리시스를 기념하기 위한 날인 블룸즈데이이다.
- 미국에선 6월의 3번째 일요일을 아버지날로 기념한다.
- 스웨덴과 핀란드에선 6월의 3번째 금요일을 하지제로 기념한다.
- 중화인민공화국에서는 6월 7일과 8일에 가오카오를 치른다. 6월 7일에는 어문과 수학, 6월 8일에는 문/이과 종합과 외국어 시험을 본다.
- 기독교에서 성령 강림절 이후 월요일은 주로 6월에 온다.

## 대한민국의 국경일과 법정기념일
- 6월 1일 - 의병의 날
- 6월 5일 - 환경의 날
- 6월 6일 - 현충일(공휴일)[2]
- 6월 10일 - 6·10 민주항쟁 기념일
- 6월 25일 - 6.25 전쟁일
- 6월 28일 - 철도의 날

## 각국의 휴일
- 사모아 - 독립기념일 (6월 1일)
- 인도네시아 - 빤짜실라의 날 (6월 1일)
- 이탈리아 - 공화국의 날 (6월 2일)
- 부탄 - 국왕 즉위일 (6월 2일)
- 뉴질랜드 - 여왕 생일 (6월 첫째 주 월요일)
- 적도 기니 - 테오도로 오비앙 응게마 음바소고 생일 (6월 5일)
- 스웨덴 - 국경일 (6월 6일), 하지절 (6월 네 번째 토요일)
- 대한민국 - 현충일 (6월 6일)
- 조선민주주의인민공화국 - 조선어린이재단의 날 (6월 6일), 위대한 지도자 김정일의 날 (6월 19일)
- 필리핀 - 독립기념일 (6월 12일)
- 러시아 - 러시아의 날 (6월 12일)
- 남아프리카 공화국 - 청소년의 날 (6월 16일)
- 아이슬란드 - 공화국의 날 (6월 17일)
- 볼리비아 - 아이마라 신년 (6월 21일)
- 모잠비크 - 독립기념일 (6월 25일)
- 피지 - 체육의 날 (6월 26일)
- 마다가스카르 - 독립기념일 (6월 26일)
- 지부티 - 독립기념일  (6월 27일)
- 우크라이나 - 제헌절  (6월 28일)
- 세이셸 - 독립기념일  (6월 29일)
- 수단 - 혁명의 날 (6월 30일)
- 과테말라 - 국군의 날 (6월 30일)
- 콩고 민주 공화국 - 독립기념일 (6월 30일)
- 성령 강림절 이후 월요일 - 기독교 국가 일부만
- 중화인민공화국 - 단오절

## 6월과 스포츠
- FIFA 월드컵의 개막전이 치러진다.[3]
- 미국 NHL의 결승전이 치러진다.

## 이십사절기
- 망종: 6월 5일 또는 6월 6일.
- 하지: 6월 21일 또는 6월 22일.